# فضيحة فرانكوب
فضيحة فرانكوب كانت حادث في المياه الدولية في 4 نوفمبر 2009 حيث استولى سلاح البحرية الإسرائيلي على سفينة الشحن إم في فرانكوب في شرق البحر الأبيض المتوسط وشحناتها من مئات الأطنان من الأسلحة المزعوم أنها كانت مرسلة من إيران إلى حزب الله. يُعرف الحادث أيضا باسم عملية أربعة أنواع العسكرية.

## العملية
تلقى القادة الإسرائيليون تقارير استخباراتية مفادها أن السفينة إم في فرانكوب كانت تحمل أسلحة من إيران والتي كانت ستنقل إلى حزب الله. كانت السفينة على بعد حوالي 160 كيلومتر قبالة ساحل إسرائيل بالقرب من قبرص عندما توقفت.
في 4 نوفمبر 2009 تم إشعال السفينة بواسطة زورق صواريخ تابع للبحرية الإسرائيلية أمرت بوقفها والاستعداد للتفتيش. ثم استولى شايطيت 13 من الكوماندوز البحريين السفينة دون مقاومة. قالت البحرية أن الطاقم لم يكن على بينة من التهريب المزعوم والتعاون مع الكوماندوز. فتح الكوماندوز حاويات الشحن واكُتشفت صناديق من الأسلحة والذخائر مخبأة بين أكياس من البولي إيثيلين مكدسة على طول الفتحات والجانبين. قال متحدث باسم الجيش الإسرائيلي أن السفينة كانت تحمل «عشرات حاويات الشحن التي تحمل العديد من الأسلحة متنكرة في شحنات مدنية بين مئات الحاويات الأخرى». بعد الصعود إلى الطائرة وجهت البحرية الإسرائيلية السفينة إلى ميناء أشدود الإسرائيلي حيث تم إجراء تفتيش شامل.
وفقا لالجيش الإسرائيلي فقد التقطت السفينة البضائع في دمياط بمصر ووصلت البضاعة إلى مصر على متن سفينة أبحرت من بندر عباس بإيران في 25 أكتوبر. ثم تم الإبحار بالسفينة إلى ليماسول بقبرص ثم اللاذقية بسوريا. يشتبه الجيش الإسرائيلي في أن البضاعة كانت مخصصة لحزب الله الذي حارب إسرائيل في حرب لبنان 2006. في أعقاب الحرب منع قرار مجلس الأمن التابع للأمم المتحدة رقم 1701 شحنات الأسلحة إلى حزب الله. في عام 2010 أذان قرار مجلس الأمن التابع للأمم المتحدة 1929 بالاستيلاء على المواد بما فيها الأسلحة التي يُحظر على إيران تصديرها.
قال قائد البحرية الإسرائيلية أن كمية الأسلحة التي تم العثور عليها هي عشرة أضعاف ما تم العثور عليه خلال عملية سفينة نوح. كان وزن شحنة الأسلحة 320 طنا واحتجزت في حاويات تحمل رموز الشحن الإيرانية.
كانت الأسلحة المضبوطة تتكون من 9000 قذيفة هاون و2125 قاذفة صواريخ كاتيوشا 107 ملم و685 صمامات صواريخ و690 صاروخا 122 ملم و21100 قنبلة يدوية و566،220 طلقة من طراز أيه كيه-47. قال الجيش الإسرائيلي أن الشحنة تعادل حوالي 10 في المئة من مخزونات حزب الله. كانت شحنة الأسلحة هي الأكبر من نوعها التي ضبطتها إسرائيل.
في 5 نوفمبر 2009 دعت قوات الدفاع الإسرائيلية ووزارة الخارجية السفراء والدبلوماسيين من 44 بلدا والملحقين العسكريين من 27 جيشا في العالم ووسائل الإعلام الدولية إلى إظهار الأسلحة والذخائر التي تم الاستيلاء عليها من سفينة إم في فرانكوب.

## ردود الفعل

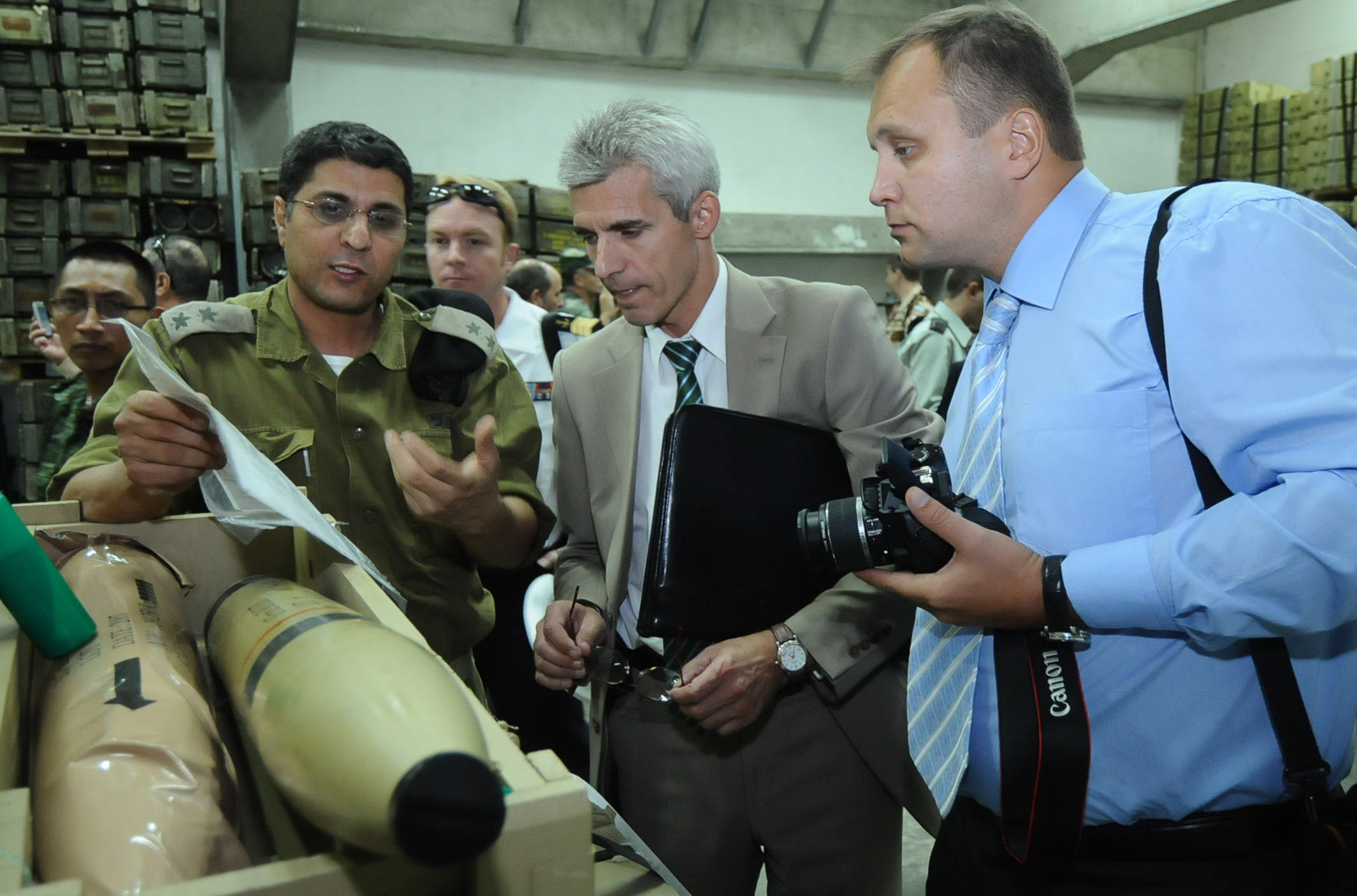
سفراء وملحقون عسكريون يشاهدون أسلحة تم الاستيلاء عليها من فرانكوب.

قال رئيس إسرائيل شيمون بيريز: «اليوم يمكن للعالم أجمع أن يرى الفجوة الكبيرة بين سوريا وتصريحات إيران وأنشطتها الفعلية. إن الاستيلاء على السفينة ليس فقط أهمية عسكرية حاسمة بل له أهمية سياسية أيضا ولا يمكن الحديث عن الحقائق». أما رئيس الوزراء بنيامين نتانياهو فصرح بأن العملية «جريمة حرب يجب أن يعقد مجلس الأمن الدولي اجتماعا خاصا بشأنه».
أدلى حزب الله ببيان للصحافة نفى فيه «أي صلة بالأسلحة التي يدعي العدو الصهيوني أنها استولت على متن سفينة فرانكوب»، فيما قال المتحدث باسم السلطة الوطنية الفلسطينية غسان الخطيب أنه «بما أن القيادة الإسرائيلية والمجتمع غير مستعدين للسلام فإنهما يستخدمان أي ذريعة لتخليص التزامات السلام والأخرى هي مسألة الشحنة الإيرانية».
ادعى مصدر إعلامي إيراني أن «الدعاية الإسرائيلية» كانت تهدف إلى تحويل الانتباه عن مزاعم الأمم المتحدة بشأن جرائم حرب إسرائيلية خلال حرب غزة. أما وزير الخارجية السوري وليد المعلم فقد قال «لسوء الحظ فإن بعض القراصنة الرسميين في البحار وأحيانا باسم البحرية وأحيانا باسم التفتيش يُعرقلون حركة التجارة بين سوريا وإيران ولا تحمل هذه السفينة أسلحة إيرانية إلى سوريا ولا تحتوي على مواد عسكرية لتصنيع الأسلحة في سوريا وهذه السفينة تحمل بضائع مستوردة من سوريا إلى إيران». بعد أن نشرت إسرائيل صور الشحنة ادعت وكالة أنباء إيرنا أن بيان الشحن من «وزارة سيباه» كان مزيفة نقلا عن أن وزارة سيباه أعيدت تسميتها إلى «وزارة الدفاع» منذ أكثر من 20 عاما وأنه «إذا خططت دولة لإرسال شحن أسلحة سرية إلى أخرى فإنها لن تصف الشحنة بوصف كامل». وردا على ذلك قالت وزارة الخارجية الإسرائيلية أن هذه العلامات الجمركية «سباه» عُثر عليها في بعض الصناديق القديمة للذخائر (رصاصات عيار 7.62 ملم وصواريخ عيار 122 ملم وقذائف مضادة للدبابات من عيار 106 ملم).